# 콜링우드 풋볼 클럽
콜링우드 풋볼 클럽(영어: Collingwood Football Club)은 오스트레일리안 풋볼 리그 (AFL)에 소속된 오스트레일리아의 오스트레일리안 풋볼 클럽이다. 맥파이스(Magpies)라는 별명으로도 잘 알려져 있다. 빅토리아주 멜버른 콜링우드에 연고지를 두고 있으며, 멜버른 크리켓 그라운드를 구장으로 사용한다.